# Ayaş (district)
Ayaş is een Turks district in de provincie Ankara en telt 13.670 inwoners (2025). Het district heeft een oppervlakte van 1111,7 km². Hoofdplaats is Ayaş.
De bevolkingsontwikkeling van het district is weergegeven in onderstaande tabel.
| 1997   | 2000   | 2007   | 2025   |
| ------ | ------ | ------ | ------ |
| 18.632 | 21.239 | 13.159 | 13.670 |